# チエンマイ県

チエンマイ県
จังหวัดเชียงใหม่

- この項目は英語版を元に作成されています。

チエンマイ県（チエンマイけん）あるいはチェンマイ県（チェンマイけん; タイ語: จังหวัดเชียงใหม่ タイ語発音: [t͡ɕāŋ.wàt.t͡ɕʰia̯ŋ˧.maj˨˩] チャンワット・チアンマイ）は、タイ・北部の県（チャンワット）の一つである。チエンラーイ県、ラムプーン県、ラムパーン県、ターク県、メーホンソーン県と接し、ミャンマーとの国境を有する。

## 地理
県内には多くの山・山脈が存在する。県南部はチャオプラヤー河の大きな支流で、チエンダーオ山に源流を発するピン川が流れている。県内にあるインタノン山（標高2,575メートル）はタイ最高峰の山で、チエンマイ市内から西に位置する。気候は高地であるため、中央平原部より穏やかである。県内には多数の国立公園を抱える。

## 歴史
チエンマイ県は1296年以来ラーンナータイ王国の首都であったが、1558年東方への領土拡大を狙ったタウングー王朝の侵攻を受け、主権を失った。1782年にはカーウィラ王がラーマ1世によってその主権が再び認められたが、ラーマ5世（チュラーロンコーン）のチャクリー改革の一環で、中央政府のコントロールの下に置かれた。

## 民族構成
タイ人が多数を占めるほか、13.4%の人口が少数民族でその内訳はモン族、ヤオ族、ラフ族、リス族、ハニ族、カレン族などである。

## 文化

### スポーツ
サッカーではタイ・リーグ1のチエンマイ・ユナイテッドFCとタイ・リーグ2のチエンマイFCが本拠を置いている。

## 県章

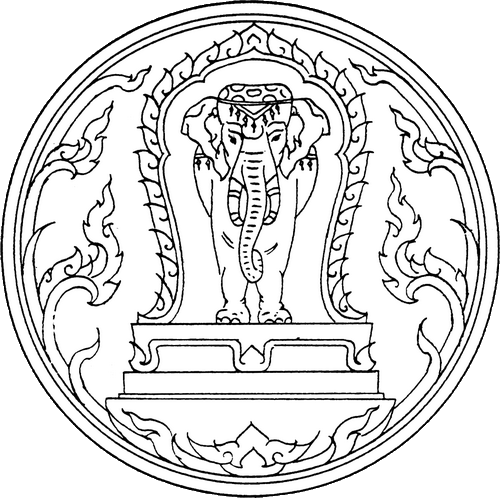
県章

白象がチエンマイの県章となっている。これはチエンマイ王朝のタンマランカー王が白象をラーマ2世に送ったことがきっかけとなっている。象を包む絵柄はタイ式の離宮を象徴するもので、白象を包み込むことで、仏教が発展していることを示している。
県木・県花はともに、ハナモツヤクノキ（Butea monosperma）。

## 行政区
チエンマイ県は25の郡（アムプー）に分かれ、その下に204のタムボン、1915の村（ムーバーン）がある。
1. ムアンチエンマイ郡
2. チョームトーン郡
3. メーチェム郡
4. チエンダーオ郡
5. ドーイサケット郡
6. メーテーン郡
7. メーリム郡
8. サムーン郡
9. ファーン郡
10. メーアーイ郡
11. プラーオ郡
12. サンパートーン郡
13. サンカムペーン郡
14. サンサーイ郡
15. ハーンドン郡
16. ホート郡
17. ドーイタオ郡
18. オムコーイ郡
19. サーラピー郡
20. ウィエンヘーン郡
21. チャイプラーカーン郡
22. メーワーン郡
23. メーオーン郡
24. ドーイロー郡
25. カンラヤーニワッタナー郡（タイ語版）

## 姉妹都市
- 上海市（中華人民共和国 直轄市）-（2000）
- ジョグジャカルタ（インドネシア共和国 ジョグジャカルタ特別州）-（2007）
- 青島市（中華人民共和国 山東省）-（2008）
- 重慶市（中華人民共和国 直轄市）-（2008）
- 北海道（日本国）-（2013）[1]
- ブルサ（トルコ共和国 ブルサ県）-（2013）
- チャイントン（ミャンマー連邦共和国 シャン州）-（2014）[2]
- 成都市（中華人民共和国 四川省）-（2015）